# Leptychaster stellatus
Leptychaster stellatus is een kamster uit de familie Astropectinidae.
De wetenschappelijke naam van de soort werd in 1942 gepubliceerd door Fred C. Ziesenhenne.